# 丁守中
丁守中（1954年9月1日—），中華民國政治人物，中國國民黨籍。曾任中國國民黨青工會主委、台北市黨部主委、組發會主委、立法委員等。擔任七屆立委期間問政表現多次獲得公民監督國會聯盟優秀立委之評鑑。2018年代表中國國民黨參與台北市市長選舉，以3000餘票之差落敗。

## 早年
丁守中的父親丁堅是一名軍醫，籍貫浙江義烏，1949年隨著中華民國政府撤退來到臺灣。丁守中小時在國軍高雄總醫院宿舍長大。
1976年，台大畢業。在禮賓司任職一年，期間結識蔣經國。1979年，丁守中向父親借了3萬美金赴美留學。

## 從政生涯
2000年總統選舉時，丁守中擔任連蕭競選總部企劃部召集人。
2001年立委選舉失利後，連戰延攬丁擔任中國國民黨台北市黨部主委，後又出任中國國民黨中央組發會主委。
2004年總統選舉時，丁擔任連、宋競選總部動員部主任。

### 參選台北市市長
丁守中四次參與中國國民黨台北市長黨內初選，歷經黃大洲（1994年）、馬英九（1998年）、郝龍斌（2006年）、連勝文（2014年），每役必與，但都在初選敗下陣來。

#### 1994年台北市市長選舉
1994年3月27日丁守中搶在時任台北市長黃大洲之前宣布參選，並請辭國民黨青工會副主任職務，爭取提名。但在首場說明會中，嚴詞批評黃施政不及格，引發組發會副主任張正中批評；最後初選由黃大洲勝出，丁守中敗選。

#### 1998年台北市市長選舉
在取得國民黨立委提名後丁守中發表聲明，表態參選台北市長，希望黨內辦理初選；國民黨文工會主任黃麗卿認為此舉可能有違反黨紀的問題。儘管如此，丁守中仍數度表達參選到底，並抨擊黨中央有意淡化初選。但是在馬英九參選後，丁守中隨即退選。

#### 2006年台北市市長選舉
是次丁守中以「連戰背書保證」登記參選，與前台北市衛生局長葉金川、前環保署長郝龍斌競選。競選期間，丁守中不斷以變色龍影射郝龍斌，國民黨的台北市黨部選監小組認為以測驗題形式登廣告，還不至於算是負面文宣，但仍決議發函要求丁守中陣營停止發表這種的「不妥文宣」。中國時報五月六日民調顯示，郝龍斌民調支持度高達39%，葉金川18%，丁守中也有8%；事後葉金川不滿黨中央做為而退選，最後由黨員投票部分丁守中10,731票大勝郝龍斌6,411票。民調部分，聯合報民調結果是丁守中29.6%，郝龍斌70.4%；TVBS民調是丁守中32.1%，郝龍斌67.9%；東森民調是丁守中30.55%，郝龍斌69.45%。郝龍斌以壓倒性支持率擊敗丁守中。在選舉結果出爐的第一時間，丁守中拒絕接受選舉結果，雖在隔天承認敗選，仍批評初選有諸多瑕疵。黨主席馬英九則表示，大部分的人都覺得，這次的選舉還算公平。
初選結果
| 候選人 | 黨員票   | 聯合報民調 | TVBS民調 | 東森民調 | 併計  | 當選標記 |
| ------ | -------- | ---------- | -------- | -------- | ----- | -------- |
| 郝龍斌 | 6,411票  | 70.4%      | 67.9%    | 69.45%   | 59.68 |          |
| 葉金川 | -        | -          | -        | -        | -     |          |
| 丁守中 | 1萬731票 | 29.6%      | 32.1%    | 30.55%   | 40.31 |          |

#### 2014年台北市市長選舉
參選理念
內政部長李鴻源曾統計，若台北市發生6.3級地震，可能有4千棟老舊建築會倒，以一棟8戶計算，就是3萬2千個破碎家庭。再過7年，65歲以上的老年人口將占台北市總人口約兩成，不論是從高齡化還是防災角度來看，台北市都應該進行大破大立的都市更新，改變居住環境、提升居住品質是台北市刻不容緩的當務之急。丁守中認為應該進行大規模的都市更新，由政府主導、第三方管理，讓民間力量一起參與。並由政府建造青年社會住宅或公有出租公寓，透過房屋供給平抑房價，讓年輕人「買得起」、「租得起」與「住得起」，以提高生活品質。
初選過程
2014年3月26日，丁守中在中國國民黨台北市長黨內初選提名登記最後一天報到，共準備4,926份黨員連署書，完成提名登記，與立法委員蔡正元、前悠遊卡公司董事長連勝文、台北市議員鍾小平競選。2014年4月17日，蔡正元宣布退出台北市長黨內初選，並請黨員將票投給連勝文，對此連勝文表示，感謝蔡正元的支持。另名參選人丁守中則質疑連、蔡2人「打假球」。2014年4月19日，中國國民黨公布台北市長黨內初選民調結果，連勝文獲得48.19％，擊敗丁的35.018％，確定代表國民黨角逐年底的台北市長。總統馬英九支持人選備受關注，在黨內初選黨員投票時，被媒體拍到選票紙紅印投給參選人丁守中。
政治獻金爭議
2014年3月18日，競爭對手蔡正元於facebook指控丁守中收受非法政治獻金。丁守中則出示相關文件回應，該筆現金經查證後已繳庫。
掛名風波
2014年4月12日，丁守中在各大報登半版廣告，稱台北市多數工會理事長支持他。但競爭對手蔡正元開記者會邀集多位理事長，證稱掛名並未經事先徵詢。丁守中發布聲明回擊，強調該廣告名單所列的一百多位理事長，都經過電話一一確認，倒是蔡正元委員提出的出席名單揑造不實。丁守中進一步表示，很多理事長都直接反應，在廣告刊出後，受到蔡正元等候選人透過各方關係施壓，要求這些理事長能否表態中立或表態不知情
沒有辯論的初選
2014年4月16日，丁守中質疑連勝文的從政經驗及不參加黨內辯論的做法。更憂慮說，參選人難免有爭議，連勝文對這些爭議的應對處理不當，反而狀況百出，萬一連勝文出線，國民黨會冒著非常大的風險，「猶如是抱著不定時炸彈」。然而丁守中和連勝文的競爭使連戰表示十分痛心，丁守中表示「愛子心切，人之常情」，不管初選結果如何，他仍視連戰為一輩子的老師。最終由連勝文勝出，丁守中表示「已盡全力、雖敗猶榮，全力支持連勝文！」。連勝文獲得國民黨提名後，親自拜會丁守中請益，並為初選時期的不愉快向丁守中道歉。
初選結果
| 候選人 | 黨員票   | 民調  | 併計   | 當選標記 |
| ------ | -------- | ----- | ------ | -------- |
| 連勝文 | 10,647票 | 39.7% | 48.19% |          |
| 丁守中 | 4,965票  | 37%   | 35.02% |          |

#### 2018年台北市市長選舉
2018年5月2日，由四人角逐的中國國民黨黨內初選終於公布台北市長黨內初選民調結果，丁守中獲得47.63％勝出，確定代表國民黨參選台北市長，四年前連勝文敗選所引發「若是丁守中參選便會勝選」的話題將可由本次選舉驗證。丁守中獲得提名後前往拜會連戰，獲得連戰鼓勵和支持。
初選結果
| 候選人 | 支持度  | 當選標記 |
| ------ | ------- | -------- |
| 锺小平 | 16.926% |          |
| 丁守中 | 47.634% |          |
| 張顯耀 | 17.235% |          |
| 孫大千 | 18.205% |          |

正式參選
在2014年台北市市長選舉中，國民黨候選人連勝文落敗，輿論上一直有「若是丁守中出線參選，未必不能勝選」的說法，或許成為丁守中在2018台北市市長出線的因素之一。除了現任台北市長柯文哲本身施政問題(如未處理好大巨蛋、撤銷老人年金、社會住宅跳票與只有拆除，沒有建設等)，加上民進黨執意推出候選人姚文智瓜分綠色票源等因素，始得丁守中成為國民黨方寄予厚望的「光復首都」代表。由於一連串的競選宣傳失誤(如人體金字塔被認作為欺負年輕人)，塑造年輕形象失敗(如身邊都沒有年輕族群)，甚至在製作競選歌曲也出現問題(做歌人提出歌曲後，被丁方拿去重製，並且宣稱很便宜，引發不尊重專業的抨擊)，使丁守中的氣勢一直無法高漲。在其他縣市皆與在高雄崛起的市長候選人韓國瑜合體造勢風潮下，丁守中則在相關選舉造勢活動中未曾出現韓國瑜作為嘉賓，自身也未參加任何有韓國瑜的造勢活動。在種種不利情況下，丁守中是以藍軍唯一候選人身分對抗綠軍分裂的姚文智與柯文哲，因此在以往認為藍性選民佔多數的台北似乎勝選機率仍高。然而本次選舉不僅是地方選舉，也包括第一次全國性公投，因為許多人從未關心公投有幾題，以及公投題目分別是什麼，加上公投題目及敘述讓一般人難以理解，導致直到進入投票布簾之後才開始閱讀與理解，拉長個人投票時間，也使全國各地投票所都出現巨大人龍。由於投票進度緩慢，造成本次選舉成為第一次投票時間截止，仍有人在隊伍等候投票的情況(至投票時間結束而仍在排隊者，可以繼續投票)，更有許多人不願久候而離去。最終丁守中以3,254票敗給主要對手柯文哲，甚至在其立委生涯中經營數十年的士林北投區得票也敗給柯文哲，幾經波折後，終於願意依公職人員選舉罷免法第69條規定提出驗票。但又於隔日表示因驗票曠日廢時，決定撤銷驗票聲請。
2018年12月11日，丁守中以中央選舉委員會未妥善規劃，導致史上首次未投完票即開票，對此影響選舉為由，向台灣台北地方法院提出選舉無效之訴訟。2018年12月13日，台灣台北地方法院公布重新驗票結果，柯文哲獲580,663票，丁守中拿到577,096票，丁輸柯3,567票，較原先開票結果多輸了313票。
2019年5月10日，台灣台北地方法院判決「原告丁守中之訴駁回」，丁守中一審敗訴。
2019年12月17日，高等法院二審宣判，駁回丁守中上訴，敗訴定讞。高院表示，選委會准許在下午4時截止以前到達投票所的選舉人進入投票所進行投票，並無違法。選罷法第57條第5項規定，投票完畢之後就要進行開票，開票完畢之後就要公布開票的結果，這個是選務機關的法定義務，開票結果公布之後，新聞媒體本於閱聽大眾知的權利而進行報導，中選會及北選會無權禁止，因此並沒有違失。丁守中所指選務違法，僅規劃違失，未影響選舉結果，本案不構成選舉無效要件。丁守中聆判後說：「我的選舉訴訟結束了，但是台灣的民主還在掙扎」。 根據鄧志松/周嘉辰2020年的研究，整體而言，並無充分證據足以判斷，根據選罷法延長投票時間，對於柯文哲、丁守中或者姚文智哪一位候選人有利或不利。就村里的層級，丁守中擔心的「棄姚保柯」並未發生。「棄姚保丁」的現象則發生在（傳統綠營）中山區的劍潭里附近。

## 選舉紀錄
| 年度 | 選舉屆數                     | 選舉區           | 所屬政黨   | 得票數  | 得票率 | 當選標記     | 備註 |
| ---- | ---------------------------- | ---------------- | ---------- | ------- | ------ | ------------ | ---- |
| 1989 | 第一屆立法委員第六次增額選舉 | 臺北市第一選舉區 | 中國國民黨 | 31,140  | 5.79%  |              |      |
| 1992 | 第二屆立法委員選舉           | 臺北市第一選舉區 | 中國國民黨 | 44,618  | 7.39%  | [ 48 ]       |      |
| 1995 | 第三屆立法委員選舉           | 臺北市第一選舉區 | 中國國民黨 | 57,412  | 9.53%  |              |      |
| 1998 | 第四屆立法委員選舉           | 臺北市第一選舉區 | 中國國民黨 | 75,773  | 10.02% |              |      |
| 2001 | 第五屆立法委員選舉           | 臺北市第一選舉區 | 中國國民黨 | 35,175  | 5.68%  |              |      |
| 2004 | 第六屆立法委員選舉           | 臺北市第一選舉區 | 中國國民黨 | 66,156  | 10.86% |              |      |
| 2008 | 第七屆立法委員選舉           | 臺北市第一選舉區 | 中國國民黨 | 94,694  | 59.81% | 本屆選制更改 |      |
| 2012 | 第八屆立法委員選舉           | 臺北市第一選舉區 | 中國國民黨 | 112,571 | 55.65% |              |      |
| 2016 | 第九屆立法委員選舉           | 臺北市第一選舉區 | 中國國民黨 | 82,649  | 43.77% |              |      |
| 2018 | 第七屆臺北市市長選舉         | 臺北市           | 中國國民黨 | 577,096 | 40.81% |              |      |

## 政見與政策立場
轉型正義
對於2018年2月28日蔣介石靈柩遭潑漆事件，丁守中認為若中國國民黨重返執政應廢除《轉型正義條例》。
性別平權
- 丁守中在2013年11月8日質詢行政院長江宜樺時，表示他並不支持同性婚姻，也強調他是國際佛光會中華總會副總會長，支持宗教團體對傳統倫理的認知丁守中表示，對於攸關婚姻平權的《民法》親屬編、繼承編修正草案，他偏向宗教團體的一邊，「我自己就是國際佛光會中華總會副總會長，支持宗教團體的認知」[51]。
- 2013年11月，彰化幸福家庭守護聯盟與國民黨立委林滄敏 、丁守中召開記者會，反對同性婚姻合法。投入參選台北市長的丁守中指出「尊重同性戀權利，但絕對不容許把例外變成正常」[52]
- 2014年2月，同志團體拜會，丁守中表示在一對一的堅貞愛情關係下，支持同志組織家庭的權益[53]。
- 2014年10月，彩虹圍城活動，活動主辦單位宣布回傳支持婚姻平權聲明書，丁守中也是簽署者之一[註 1]。
- 2018年，丁守中競選過程中宣布支持愛家三公投，成為獲推薦的＂愛家候選人＂。

核四續建
- 2000年張俊雄內閣停建核四，丁守中對此主張對甫剛上任的閣揆張俊雄發動倒閣，繼而升高火力，主張聯合在野聯盟發動總統罷免案[55]。
- 2012年12月14日，立法院民進黨團提案刪除核四本年追加預算101億新台幣，表決時遭執政黨國民黨優勢人數否決，然而雙方差距僅2票。其中丁守中成為國民黨籍立委中唯一投下贊成票支持刪除核四預算[56]。
- 2013年4月12日立法院民進黨、台聯黨團在院會中提案要求立即停止續建核四，國民黨立委丁守中、羅淑蕾在表決時中支持提案（贊成46票、反對52票）；但重付表決時，羅淑蕾仍投贊成票，丁守中則改棄權（贊成46票、反對53票）[57]。
- 2014年3月9日，丁守中表示會變成反核四，根本的改變還是與福島事件有關[58]。

反對進口美加牛雜
2015年3月19日，立委丁守中等人提出的臨時提案，要求毛治國內閣撤銷6項牛雜放寬認定為非屬內臟之公告，因為頭骨肉、面頰肉都在牛的頭上，與高風險的頭骨相連，在機器屠宰的情況下，處理牛雜時，可能切到頭骨混入，「這會產生食安風暴的」。
支持下修投票年齡
- 2011年，丁守中質詢當時的行政院長吳敦義投票年齡下修一事，吳揆表示，「支持合理降低年齡」，但修改投票年齡將涉及修憲。內政部長江宜樺則表示，對於許多國家將投票年齡降到18歲，內政部「樂觀其成」，但降低投票年齡必然涉及到修憲，希望各界可先行討論，不過，江宜樺也承諾將積極研究。丁守中指出，全球有178個國家規定的投票年齡為18歲，若將投票年齡降到18歲、20歲有選舉權，應無違憲，因此，他認為降低投票年齡不會涉及修憲，希望政府積極面對此問題[60]。
- 2014年，丁守中向司法院提獲得52名立委聯署的「憲法並未當然限制年滿18歲國民普世價值之選舉權」釋憲案聲請文，希望繞過修憲高門檻，為修法降低投票年齡尋求空間[61]。

高中課綱微調運動
2015年7月反高中課綱微調運動，丁守中與段宜康師徒網路互嗆。
支持洪秀柱參選總統
2016年總統大選國民黨面臨無人願意出戰僅有洪秀柱表態參選的情形下，丁守中於2015年6月在其臉書發文稱讚洪秀柱勇於承擔的態度，是第一位表態支持洪秀柱的國民黨籍立委。事後國民黨傳出更換總統候選人的謠言時，丁守中則認為選舉兵不厭詐，各種樣的情形都有。最後國民黨召開臨時全代會更換總統候選人，改由黨主席、新北市長朱立倫出任。
認同馬習會
2015年11月3日深夜自由電子報獨家披露馬英九將於周末會晤習近平，丁守中表示，在國際政治領域，全世界都鼓吹以談判代替對抗，以溝通化解歧見，所以是世界公認的好事，國民黨團立法院黨團也召開記者會表達支持。
提案罷免陳水扁
在陳水扁擔任中華民國總統兩個任期內都提議罷免總統，第一次在2000年因張俊雄內閣停建核四後提出，但連署人數不足而未成案；第二則在2006年中華民國總統罷免案。連署者為全部國民黨與親民黨所屬之黨籍立法委員。一般認為，陳水扁的親信與家人涉及諸多弊案是國親兩黨提議罷免的主因。2006年6月27日，經表決後，因無法超過三分之二法定門檻，該「總統罷免案宣告」不予成立。
與共青團交流
2018年8月7日，丁守中接受電台節目《POP撞新聞》專訪時說，全青聯其實就是中共共青團，是一套人馬兩塊招牌，對外是全青聯，對內是共青團，因此他與中共歷屆共青團第一書記關係都很好，包括国务院前总理李克強、全国政协副主席胡春華、全国政协副主席周强和国务院发展研究中心主任陸昊。
北投纜車
2008年立委丁守中邀集內政部營建署、陽管及台北市新工處辦理座談會並做出結論：各局處應針就北纜BOT興建規劃與計劃，依各單位的規範定出規格與要求，協調承包廠商，依相關單位規格與要求施作，減少審議退件補件公文往返，縮短審議期程，以提升效力，儘速推動、促進地方繁榮、帶動觀光發展。
菸害防治
2005年協助提案「菸害防治法」之立法與修法，減少二手菸汙染。
延長房貸年限
2008年為減低民眾房貸還款壓力，提案要求公營銀行將房貸本金還款期限由20年延至30年，行政院已責成六大公營銀行行庫辦理。
推動透明國會
- 2008年三讀通過「立法院職權行使法修正案」。立委丁守中主張密室協商必須公開，杜絕利益交換，回歸委員會專業化，提「立法院職權行使法修正案」，未來議案協商將全程錄影、錄音、記錄，併同協商結論刊登公報；議案協商期也由四個月縮減為一個月。該案經委員會初審通過後，藍綠陣營內部都有保留意見，私下曾試圖尋求轉圜機會，但此案屬陽光法案，社會期待甚深，各方不願公開反對，曾表達保留意見的無盟昨也未要求交付朝野協商，最後於2008年4月25日順利三讀通過[76]。2009年公民監督國會聯盟為彰表推動透明國會委員之努力，頒予「透明國會貢獻獎」[77]。
- 2011年丁守中與黃義交、趙麗雲、涂醒哲、翁金珠五名時任立委推動下促成網際網路多媒體隨選視訊系統(IVOD)（页面存档备份，存于），提高國會透明度[78]。

悠遊卡成電子錢包
2009年完成立法《電子票證發行管理條例》，讓悠遊卡可以用在超商、速食店、特約商店消費。
低底盤公車
2009年修法通過丁「貨物稅條例」第12條之2。丁表示讓低地板公車免貨物稅，交通部補助各縣市50億大幅增購低地板公車，方便老弱婦孺乘車安全，使台灣社會及早完成進入高齡化社會的準備。
遏制代言廣告不實
2010年三讀通過提案修正《公平交易法》第21條。針對名人代言廣告不實糾紛頻傳，民眾因誤信名人代言產品效果造成消費爭議。丁守中、趙麗雲、羅明才等立法委員擬具提案修正《公平交易法》第21條，內容主要包括寬恕條款、限定非知名廣告薦證者之民事連帶損害賠償責任及修正罰則提高特定行為之罰鍰上限。並於同年5月18日經立法院三讀通過。
設限董監表決權
2011年10月立法院三讀通過「公司法第197條之1條文修正草案」，未來公開發行以上公司董事一旦設定股票質權比例，高於選任時持有股份數一半時，超過部分不得行使表決權。此修正有助遏止現行上市櫃董監事質押比例過高弊端，也能保障投資人權益。提案立委丁守中認為， 股東既然質押股票，相當於實際所有權已轉移，不應再藉個人的高持股，參與公司重要議案表決。經濟部商業司昨天也回應，新法限制大股東拿股票質押比例，將有助大股東更專心在公司經營上，投資人權益也可因此獲得保障。
法拍屋須揭露是否為凶宅
2014年提案修改《強制執行法》。國民黨立委丁守中表示，台南單親媽媽省吃儉用，標下法拍屋才知道誤買凶宅，導致銀行不願貸款被迫棄標，反要賠償法院差額，最後買屋夢碎為。5月20日，三讀通過的條例，規定法院拍賣不動產時，須公告房屋相關資訊，避免民眾權益受損。
打擊企業聯合壟斷
2015年三讀三通過《公平交易法》部分條文。由2012年立法院經濟委員會昨天初審通過國民黨籍立委丁守中所提增訂公平交易法第二十七條之二條條文草案修正版本，賦予公平會搜索扣押權，且查緝適用範圍不僅針對聯合壟斷，包括獨占等限制競爭案件也納入。2015年三讀三通過《公平交易法》部分條文，由違反公平法裁罰金額中提撥百分之三十，設立反托拉斯基金，用以做為鼓勵事業內部員工揭露違法聯合行為之獎金。鑑於公平會預算中87％用於行政及人事費，業務費嚴重不足，限制競爭行為調查處理經費僅4％，為強化公平交易委員會查處聯合行為，促進市場競爭秩序的健全發展，國民黨籍立委丁守中提案增訂公平交易法第47條-1條文，由違反公平法裁罰金額中提撥百分之三十，設立反托拉斯基金，用以做為鼓勵事業內部員工揭露違法聯合行為之獎金。
動物權益保護
2015年獲得「國會動物保護貢獻獎」。長期關心動物保護各面向，如：收容所與校園之照護管理，並積極推動設立動物警察制度，將動物虐待列入刑法事件。在動保組織再造，促成農委會成立《動物保護委員會》，讓中央動保與畜產分家，為動保組織再造開創新的里程碑。
來台觀光免簽證
最早推動來台觀光免簽證，嘉惠觀光業，相對的目前也有142國給台灣免簽證，方便國人出國觀光。
計程車稅務減免
因為油價持續飆漲，計程車業者生計困難，丁守中攜王昱婷提案修正《發展大眾運輸條例》第2條，將計程車比照大眾運輸事業，免徵汽車燃料使用費及使用牌照稅。
(但最後立院三讀通過的是民進黨籍立委王幸男所提出的版本)

## 其他職務
中華民國籃球協會理事長
- 自民國100年5月14日起上任中華民國籃球協會理事長，期間除在立院加速協調通過「運動產業發展條例」，並召開全國籃球發展會議，於2013年爭取到教育部五年十億各級學校籃球發展經費[90]。
- 丁守中籃協主委上任至今亦規劃保障SBL及國手球員待遇、將台灣球隊送至世界各地進行比賽、補助女子超級籃球聯賽、解除洋將身高限制、協助歸化外國球員、擴大辦理NBA球隊訪台比賽、協調大陸體育總局令台灣赴陸球星回台代表比賽並爭取企業贊助採取票房分潤，擴大運動賽事行銷等等[91]。
- 為挽救瓊斯杯女籃票房，丁守中提出改變服裝的構想。建議女籃不應像男籃一樣穿著垮褲，而是應該比照國外女籃，穿著具有女性特質的女籃戰袍[92]
- 丁守中掌籃協三年，2013年啟動歸化球員系統，第一位歸化者為戴維斯[93]。戴維斯也成為最近50年來台灣最有貢獻表現最佳的國家隊中鋒，包括贏得天津東亞運動會金牌、贏得武漢亞洲杯銀牌，以及在菲律賓擊敗奧運班底的中國大陸代表隊，贏得亞洲錦標賽前四強席位[94]。

中華兩岸文化創意產業發展協會理事長
中華兩岸文化創意產業發展協會於2010年8月成立，由劉兆玄受邀擔任榮譽理事長，並由丁守中擔任理事長；曾與大陸中華文化促進會在北京簽訂協作關係備忘錄，據此備忘錄，兩會將共創兩岸文創產業論壇、城市交流、文化創意產業專門獎項，促進兩岸交流，也多次率團到天津市、上海市、河北省、西安等地訪問考察。

## 著作
- The Dilemma of Disintegration：Nationalist China’s Policy Toward Japan,1931-1937
- 中華民國外交的困境與突破
- 淺談危機處理的理論與實務[97]

## 個人生活

### 家庭
岳父溫哈熊，曾任聯勤司令部上將總司令。妻子溫子苓，畢業於美國哈特福音樂學院，琵琶蒂音樂學院碩士，曾任教於實踐大學、政治作戰學校及東吳大學。兩人生有兩子，長子丁世傑小時侯為了拯救受困游泳池的同伴，腳反遭排水孔吸入而受傷，見義勇為的義舉聲名大躁一時，已於2013年服憲兵役退伍，次子從美國印第安那大學畢業。

### 個人
2021年9月，丁守中出現肺癌前兆，也因此退出政治生涯。病情部分有兩個毛玻璃點，此後開始調養身心，與太太遊山玩水，直到今年1月初回診後，發現「肺中一片乾淨清澈透明」，已經康復。
- 丁守中立法院問政之餘，其嗜好為園藝[102]。
- 丁守中參考美國「食物銀行」的概念，成立台灣第一家以「食物銀行」命名的社福機構[103]。
- 丁守中在第八屆立法委員選舉時所獲政治獻金高居全國第一，被媒體評為募款王[104]。

## 外部連結
- 丁守中的Facebook專頁
- 立法委員丁守中個人網站
- 中華民國立法院丁守中委員簡介（页面存档备份，存于）
- YouTube上的丁守中粉絲團頻道